# Fausto Canel
Fausto Canel (La Habana, 16 de octubre de 1939) es un director de cine cubano. Se interesó por el cine muy joven en los cursos de la Escuela de Verano de la Universidad de La Habana, y en la ICAIC. De 1959 a 1967 trabajó como asistente de director en Sexto Aniversario y Las doce sillas y como director de los documentales El tomate, Carnaval, Cooperativas agropecuarias y Torrens, en 1960; Cómo nace un periódico, en 1961, Hemingway en 1962 y Pesca, en 1963.
En 1965 estrenó su primer largometraje, Desarraigo, donde trata las relaciones de pareja y la inadaptación del individuo, que participó en la selección oficial del Festival Internacional de Cine de San Sebastián 1965.
Desde 1968 rompe con la ideología castrista y se instala en París, donde dirigió documentales para la televisión francesa como Patchwork (1969), Journal de Madrid (1973) y Transcontinental a la dérive (1975). En 1977 se instaló en España, donde vivió diez años y dirigió el cortometraje Espera, protagonizado por Héctor Alterio y Cipe Lincovski, y largometraje hispanobritánico Power Game (1982), protagonizado por Jon Finch y Lautaro Murúa.
Desde 1987 se estableció en los Estados Unidos, donde dirigió el documental Campo minado sobre el retorno de la democracia en los países del cono Sur de Latinoamérica. En 1991 publicó la novela autobiográfica Ni tiempo para pedir auxilio. Reside en Miami, hasta 2015 trabajó para la emisora anticastrista TV Martí.

## Filmografía
- El tomate. Documental. 1960
- Carnaval. Documental. 1960
- Cooperativas agropecuarias. Documental. 1960
- Torrens, en 1960;
- Cómo nace un periódico. Nota de la Enciclopedia Popular. 1961
- Hemingway. Documental. 1962
- Pesca. Documental. 1963.
- El final. Cortometraje de ficción. 1965
- Desarraigo. Largometraje de ficción. 1965
- Papeles son papeles. Largometraje de ficción. 1966.
- Patchwork. Documental. 1969. ( TV francesa)
- Journal de Madrid. Documental.1973. (TV francesa)
- Transcontinental a la dérive. Mediometraje de ficció.1975. (Francia)
- Espera. Cortometraje de ficción. (España)
- Power Game. Largometraje de ficción. Coproducción hispano-britànica.1982
- Campo minado. Documental. (EE. UU.)

## Libros
- Ni tiempo para pedir auxilio (1991)
- Dire Straits (2013)
- Sin pedir permiso (2014)
- Revólver (2018)